# Jacques Velu
Pour les articles homonymes, voir Velu.
Jacques, baron Velu, né le 18 septembre 1926 à Haine-Saint-Pierre (La Louvière) et décédé le 3 juin 2008 à Uccle, est un magistrat belge.
Il obtint en 1949, à l’Université libre de Bruxelles, les diplômes de docteur en droit et de licencié en sciences économiques et financières. Après avoir pratiqué au Barreau pendant trois ans, il fut nommé en 1952 substitut du Procureur du Roi à Bruxelles.  
Détaché au Conseil de l'Europe de 1960 à 1964, il y exerça successivement les fonctions d'Administrateur Principal à la Direction des Droits de l'Homme et de Chef de la Division des Problèmes Criminels. 
Fin 1964, il fut promu au poste de Procureur du Roi à Bruxelles, poste qu'il occupa pendant huit ans. En 1973, il entra en qualité d'Avocat Général au parquet de la Cour de Cassation. Premier avocat général en 1989, il fut appelé en 1993 aux fonctions de Procureur Général près la Cour de Cassation et exerça celles-ci jusqu'à son accession à l'éméritat comme magistrat en 1996.
Jacques Velu fut aussi professeur émérite de l’Université Libre de Bruxelles où, à la Faculté de Droit, il fut entre 1970 et 1991, titulaire du cours de Droit Public ainsi que du cours sur la Convention Européenne des Droits de l'Homme. 
En 1997, il a été élu correspondant de l’Académie Royale de Belgique dont il est devenu membre en 2002. 

## Carrière juridique
- 1952 : Substitut du procureur du Roi près le tribunal de première instance de Bruxelles ;
  - nommé administrateur principal de la division des droits de l’homme au Conseil de l'Europe à Strasbourg (pendant 4 ans);
  - ensuite procureur du Roi;
- 1973 : nommé avocat général près la Cour de cassation;
- 1989 : premier avocat général ;
- 1992 : procureur général.

## Carrière scientifique et académique
- 1955 : nommé assistant en droit public et en droit administratif à l’Université libre de Bruxelles;
- 1965 : devient chargé de cours à la Faculté de droit et à l’Institut d’études européennes;
- 1971 : devient professeur extraordinaire ;
- 1976 : devient professeur ordinaire.

Ses travaux portèrent principalement sur le droit au respect de la vie privée, sur lequel il publie un ouvrage en 1974, le droit public, matière à un traité, les droits de l’homme, le droit européen.

## Distinctions
- élu membre de la Section des Sciences morales et politiques de la Classe des Lettres et des Sciences morales et politiques de l'Académie royale des sciences, des lettres et des beaux-arts de Belgique le 6 mai 2002.
- Élevé au rang de baron par SM le roi Albert II de Belgique en 1995. Sa devise est Homo Res Sacra Homini.